# Lac Tison
Le lac Tison (ou Tizong, Tyson) est un lac de cratère du Cameroun situé dans la région de l'Adamaoua à proximité de Ngaoundéré et appartenant au bassin de la Sanaga.
Sa profondeur moyenne est de 48 m et son diamètre d'environ 300 m.
C'est une destination touristique prisée dans la région.

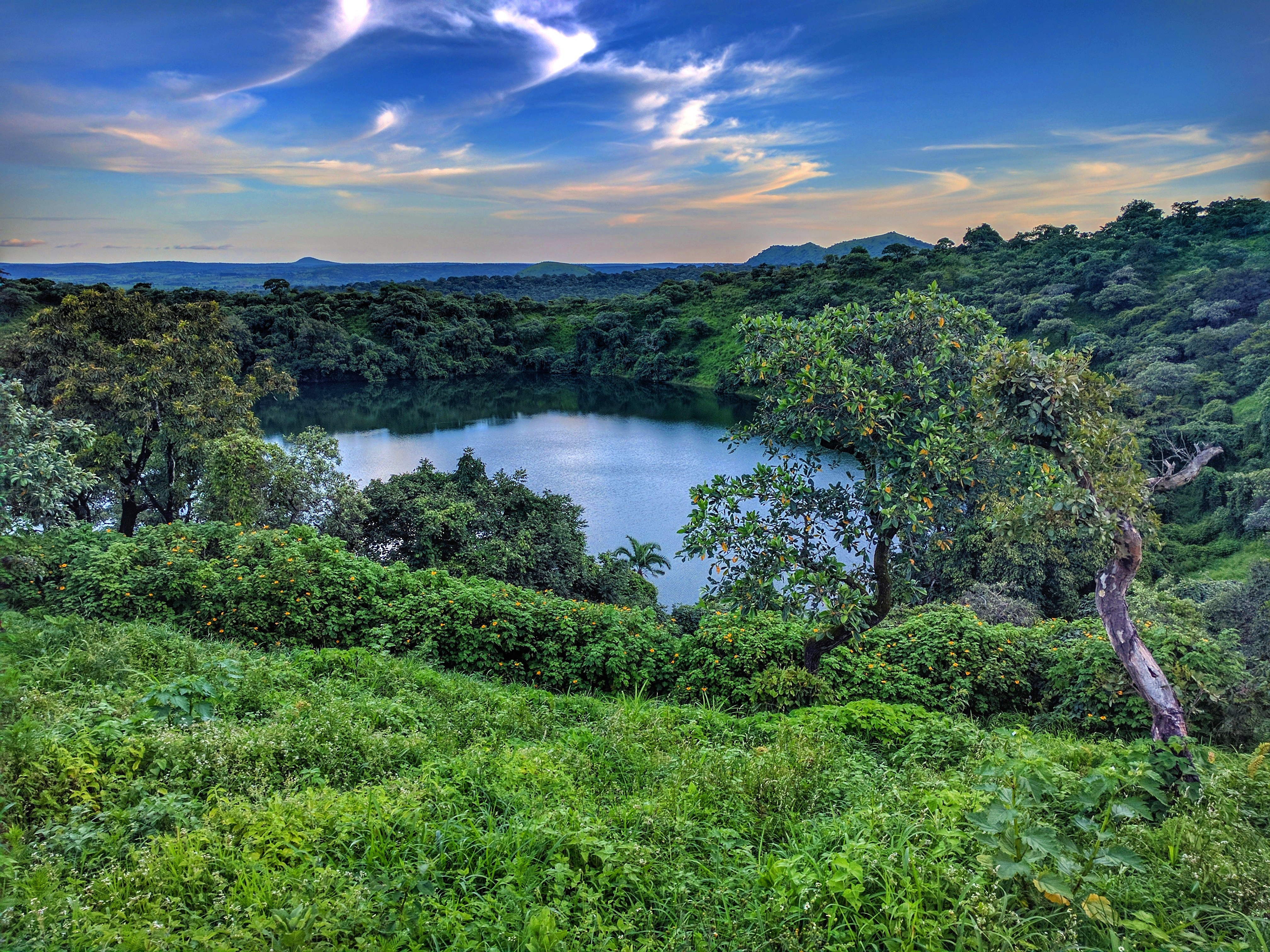
Vue aérienne du lac